# Арслановська сільська рада (Буздяцький район)
Арсла́новська сільська рада (рос. Арслановский сельский совет) — муніципальне утворення у складі Буздяцького району Башкортостану, Росія. Адміністративний центр — село Старі Богади.
Станом на 2002 рік існували Арслановська сільська рада (села Арсланово, Старі Богади, присілки Іштіряк, Шланликулево, Юлдузли) та Урзайбашевська сільська рада (село Урзайбаш, присілки Кизил-Єлга, Кіязібаш), які 2008 року були об'єднані.

## Населення
Населення — 1756 осіб (2019, 2184 у 2010, 2271 у 2002).

## Склад
До складу поселення входять такі населені пункти:
| Населений пункт        | Населення, осіб (2002) | Населення, осіб (2010) |
| ---------------------- | ---------------------- | ---------------------- |
| Арсланово, село        | 502                    | 482                    |
| Іштіряк, присілок      | 21                     | 11                     |
| Кизил-Єлга, присілок   | 35                     | 27                     |
| Кіязібаш, присілок     | 28                     | 24                     |
| Старі Богади, село     | 504                    | 547                    |
| Урзайбаш, село         | 756                    | 713                    |
| Шланликулево, присілок | 282                    | 251                    |
| Юлдузли, присілок      | 143                    | 129                    |